# Michael Wm. Kaluta
Compléments
Conan le Barbare
The Shadow
Michael William Kaluta (né le 25 août 1947 au Guatemala) est un illustrateur, peintre et dessinateur américain.

## Biographie
Kaluta est un nom d'origine russe. Sa famille s'installe en Virginie et il étudie au Richmond Professional Institute (aujourd'hui Virginia Commonwealth University).
Sa carrière commence en 1969 à New York quand il rencontre Al Williamson chez DC Comics.
Il a travaillé sur les séries The Shadow de (DC Comics), Starstruck de (Dark Horse Comics), Sandman (Gaiman), Phantom Stranger...

## Œuvres
- Aquaman (DC Comics)
- Batman / Batman Family
- Metropolis
- Vampirella (Harris Comics)
- Lucifer (Vertigo Comics)
- The Books of Magic (Vertigo Comics)
- Witchcraft (Vertigo Comics)
- Conan le Barbare
  - The Savage Sword of Conan
- Red Sonja (2005 Dynamite Entertainment)
  - Conan the King
- Ghosts  (DC Comics)
- Rocketeer The Adventure Magazine (Comico)
- Moon Knight (Marvel Comics)
- Epic Illustrated (Marvel Publishing)
- Detective Comics  (DC Comics)
- House of Secrets  (DC Comics)
- Secrets of Haunted House   (DC Comics)
- Time Warp (DC Comics)
- Fallen Angel  (DC Comics)
- Strange Adventures  (DC Comics)
- Forbidden Tales of Dark Mansion (DC Comics)
- The Shadow (DC Comics)
- Starstruck (Dark Horse Comics)
- The Abyss (Dark Horse Comics)
- Doorway to Nightmare (DC Comics)
- Edgar Pangborn -"Davy" (cover)
- Madame Xanadu  (Vertigo Comics)
- Negative Burn (Caliber Comics)
- Unknown Worlds Of Science Fiction (Marvel Curtis Magazines)
- From Beyond the Unknown (DC Comics)
- Christopher Golden -"Straight On 'Til Morning" (cover)
- "The Shudder Pulps Final Art"

## Prix et récompenses
- 1972 : Prix Shazam du meilleur nouveau talent
- 1977 : Prix Inkpot
- 2008 :  Prix Haxtur de l'« auteur que nous aimons », pour l'ensemble de sa carrière
- 2010 : Temple de la renommée Will Eisner

## Publications
Publications en France
- Chutes Libres, Éditions du Triton, 1980
- The Shadow, Dark Horse France, 1999

Autres
- Tolkien Calendar 1994
- (en) Michael Wm. Kaluta Sketchbook (Kitchen Sink)
- (en) ECHOES: The Drawings of Michael Wm. Kaluta